# Пейзажи Густава Климта
Пейзажный жанр занял значительное место в творчестве австрийского художника Густава Климта на рубеже XIX—XX веков. Около четверти картин художника — пейзажи. После скандала с «факультетскими картинами» отказавшийся от государственных заказов Климт больше зависел от частных портретных заказов и хорошо продаваемых пейзажей. Пейзажи предоставляли возможность развития различных вариантов новых стилей в его творчестве. Климт занимался пейзажами исключительно в летнее время на продолжительном отдыхе за городом, что позволяло ему отстраниться от бушевавших в то время вокруг него острых идеологических конфликтов в искусстве.
В творческом наследии Густава Климта за редким исключением отсутствует пейзажная графика: Климт работал преимущественно на пленэре и использовал для набросков альбомы, которые ныне считаются утраченными. Он часто завершал пейзажи уже в венской мастерской, вернувшись с отдыха, и прибегал в работе к фотографическим снимкам. Большинство пейзажей Климт выполнил на холстах квадратной формы. Помимо безнаправленности она придаёт им спокойствие, которое не тревожат ни единое действие, ни какая-либо энергия движения, его только подчёркивают диффузный импрессионистский свет. Отсутствие энергий движения и направления придаёт пейзажам Климта особенную вневременность. Одна из жанровых особенностей творчества Густава Климта заключается в том, что пейзаж не играет почти никакой роли в его картинах других жанров, а, в свою очередь, в его пейзажных работах не обнаруживается никакого повествовательного содержания и редко встречается стаффаж. По выражению климтоведа Фрица Новотны, пейзажи Климта «настроенческие» и «созерцательные». Они обладают символическим содержанием, сравнимым с тем, что кроется в его аллегорических картинах, для этого художник облагораживает природу. Он не писал нетронутого своеобразия — ни природной чувственности людей, ни откровенности природы. На климтовских пейзажах почти нет неба, облаков и светил и отсутствуют любые следы человеческой деятельности. Климт посвящает пейзажи преимущественно независимому от человека биологическому космосу, медленно растущему растительному миру, статической природе.

### Ранние работы. Санкт-Агата
Первые значимые пейзажи были написаны Климтом на природе в Санкт-Агате на Халльштатском озере в Зальцкаммергуте, куда он впервые приехал на длительный отдых с семьёй сестры жены младшего брата Флёге в 1898 году. Красивейшее местечко, связанное со столицей железной дорогой, уже облюбовали для летнего отдыха художник Рудольф фон Альт и семья Альмы Шиндлер. Прежде Климт вместе с братом Эрнстом и коллегой Францем фон Мачем уже бывал в Санкт-Агате по работе в поисках пейзажных сюжетов. В окрестностях Санкт-Агаты были созданы добротный «После дождя», подаренный Эмилии Флёге «Фруктовый сад», а также «Фруктовый сад вечером» и «Крестьянский дом с розами», на котором изображён фасад дома-кузни, где останавливался художник. За утраченный ранний пейзаж «Сумерки» с неизвестным сюжетом, по последним данным Фонда Климта, климтоведы долгое время ошибочно принимали женский портрет «Дама в кресле». Все пейзажи имеют узкую вертикальную форму. Многие ранние пейзажи Густава Климта считаются утраченными («Бархатная яблоня») или находятся в частных собраниях, вследствие чего известны только по описаниям современников или в чёрно-белых репродукциях («Крестьянский дом с розами»).
Манера письма художника в этой группе работ походит на ту, что он применил в появившихся приблизительно в это же время портретах Сони Книпс, «Дама у камина» и «Женский головной портрет анфас», а также композиционных этюдах к «факультетским картинам». Пастозная техника живописи в сочетании с сильно растёртыми красками, не допускающими никакого линеаризма и размывающими границы, а также параллельный поверхности картины и не ограниченный в пространстве передний план — характерные черты этого периода творчества. Техника письма и воспроизведение объектов природы напоминают пейзажные работы Фернана Кнопфа, которые участвовали в первой выставке Венского сецессиона начиная с марта 1898 года, а также фотоработы Генриха Кюна. Феномен сокращения цветовой палитры сумерек во «Фруктовом саду вечером» позволил придать пейзажу мистическое настроение. Во всех пейзажах Климт акцентирует внимание на игре света и тени и возникающего вследствие этого резкого контраста цветовых поверхностей, при этом перспектива и глубина постепенно утрачивают своё значение. Именно они побудили Климта обратиться к пейзажной живописи. Подтверждением стилистической ориентации Климта в то время на картины Кнопфа является его поиск собственного решения, дистанцирующегося от австрийского настроенческого импрессионизма. Уже в ранних работах Климта прослеживаются зачатки позднее последовательно воплощаемой работы с пространством и ортогонально ориентированной композиции и выдвигается на первый план склонность к достоверной в деталях передаче природы и ландшафтов в их крайних формах, на чём основывается идущий от фотографии эффект специфической бестелесности изображаемых объектов, превращающихся в художественную плоскость. В отличие от отсылающих к настроению названий пейзажей у импрессионистов, Климт именует свои работы совершенно просто, коротко и описательно.
- Фруктовый сад. 1898
- Фруктовый сад вечером. 1898
- После дождя. 1898

### Первые квадратные пейзажи. Голлинг
В 1899 года на летнем отдыхе в Голлинге Климт написал несколько пейзажных и анималистических картин. На пейзаже «Утро на пруду», хранящемся в Музее Леопольда, изображён местный пруд Эгельзе. Пейзаж с высоко поднятой линией горизонта отражает первые опыты Климта с водным отражением. Художника интересует иллюзия природного мира в отражении, он стремится отказаться от натуралистического воспроизведения реальности. Фернан Кнопф и прежде был примером для подражания у Густава Климта, композиция пейзажа «Утро на пруду» явно позаимствована у кнопфовского пейзажа «Неподвижная вода. Пруд Мениль» 1894 года, который хранится в галерее Бельведер. В пейзаже также чувствуется влияние Клода Моне. Летом 1899 года была также создана картина «Коровы в хлеву» с довольно простым и реалистичным сюжетом, хранящаяся в линцском художественном музее «Лентос». Обе работы впервые для Климта имеют квадратную форму, ставшую впоследствии традиционной в его пейзажном творчестве. Художник выбирал ракурс с помощью «видоискателя» — листа картона с квадратным окошком.
- Утро на пруду. 1899
- Коровы в хлеву. 1900

### Озёрная вода. Аттерзе
В 1900 году Густав Климт впервые по приглашению семьи Паулик провёл лето на озере Аттерзе. Он поселился в доме при литцльбергской пивоварне, в её окрестностях в этот период было создано четыре пейзажа и одна анималистическая картина «Чёрный бык» На символистско-импрессионистском пейзаже «Болото», похожем на «Утро в пруду», художник ещё занимался отражением природы на зеркальной поверхности воды, а в пейзаже «На Аттерзе» его уже интересовали переливающиеся сверкающие оттенки и структура озёрной воды. Бирюзовые волны Аттерзе он вывел на отражающей свет серебристой поверхности озера короткими мазками в почти пуантилистской манере. О пейзаже с высоко поднятой линией горизонта, в котором вода занимает почти всю поверхность картины, критик Людвиг Хевеши отозвался так: «Рама, полная озёрной воды, из Аттерзе, ничего кроме коротких серых и зелёных волн, набегающих друг на друга». В пейзаже «Крестьянский дом с берёзами» художник вернулся к сюжету ранней работы «После дождя», и место водной глади заняла лужайка. Лишь в работе «Большой тополь I» Климт стал постепенно опускать линию горизонта, чтобы обратить внимание на пасмурное небо. В «Тополе» уже обнаруживается замысел почти портретной инсценировки растительности на его будущих цветочных пейзажах.
- Болото. 1900
- На Аттерзе. 1900
- Крестьянский дом с берёзами. 1900
- Большой тополь I. 1900
- Чёрный бык. 1900

### Леса и деревья. Литцльберг
Обретя в 1898—1900 годах собственный подход к пейзажной живописи, Климт воспользовался в следующие пару лет сюжетом лесных видов для экспериментов со стилем: за этапом постимпрессионизма и пуантилизма наступило время «плоскостного стиля». Художник открыл для себя лесные пейзажи в 1901 году и до 1904 года создал пять работ, посвящённых окрестностям пивоварни в Литцльберге: два «Еловых леса», два «Буковых леса» и «Берёзовую рощу». Многократное повторение стволов деревьев на лесных пейзажах у Климта делает их похожими на тканые гобелены. По отзыву Людвига Хевеши, оба пейзажа «Еловый лес» на первый взгляд представляют собой нагромождение одинаковых вертикально стоящих стволов, но в действительности композиция пейзажей тщательно продумана: группы и перспектива, игра пространства, воздух и сумерки. На одной из картин сквозь тёмную чащу проглядывают нежные прогалины солнечного воздуха. Рихард Мутер восторгался климтовской расстановкой света и цвета, его личным «почерком» начиная с квадратного формата пейзажа и заканчивая деликатной живописью из тоненьких штрихов и точек.
- Еловый лес I. 1901
- Буковый лес I. 1902
- Буковый лес II. 1903
- Берёзовая роща. 1903

В 1902 году Густав Климт написал две работы по уже опробованным пейзажным композициям 1900 года: «Остров на Аттерзе» и «Большой тополь II», которые выделяются среди преобладавших на этом этапе пейзажей с лесами и фруктовыми деревьями объёмами открытого пространства, позволяющего скользить взглядом в глубину ландшафта. Одновременно Климт отразил возможности кажущейся всё более плоскостной передачи картин природы. В ставших композиционно более напряжёнными картинах ощущаются результаты исследования художником импрессионизма Клода Моне и возможностей пуантилизма. Часто изменение в стиле Климта объясняют влиянием творчества Джованни Сегантини и Тео ван Рейссельберге, участвовавших в выставках Венского сецессиона.
- Остров на Аттерзе. 1902
- Большой тополь II. 1902

В 1903 году Густава Климта привлекли яблоневые и грушевые деревья с их роскошными плодами для экспериментов со стилем. На пейзажах «Груша» и «Золотая яблоня» фруктовые деревья предстают образцами пуантилистской игры красочных точек и «золотого стиля». Обычно художник придаёт фруктовым деревьям закрытую форму: у них круглая или овальная кроны, стройные короткие стволы. «Груша» продолжает тему ранее написанного пейзажа «Фруктовые деревья», но только она организована сплошной полосой, без блеска озера на заднем плане. Кроны деревьев скрывают небо, а параллельные стволы закрывают сад. «Золотая яблоня», возможно послужившая прототипом для «Древа жизни», была создана спустя год после успеха «Бетховенского фриза», и в ней были применены его стилистические принципы. Композиция пейзажа, уничтоженного пожаром в Иммендорфе в 1945 году, известна только по хотя и качественной, но чёрно-белой репродукции. Не умещающаяся в рамку пейзажа крона яблони оформлена в адаптированном Климтом стиле византийских мозаик, сучковатый ствол в левой части картины повторяет живописное решение «Груши». В последующие 1904—1907 годы на летнем отдыхе в Литцльберге Климт запечатлевал на пуантилистских пейзажах загадочно оживающие под его взглядом уголки природы с фруктовыми деревьями и цветущими лугами неподалёку от дома. В «Розах под деревьями» передний план пейзажа заняли три небольших розовых куста, контрастирующие с тремя массивными яблоневыми кронами на заднем плане, в результате возникла вибрирующая бесчисленным количеством цветовых оттенков поверхность. Плоскостной пейзаж «Цветочный луг» создан мельчайшими точечными мазками, но некоторую глубину картине обеспечивают узкая полоса неба в облаках и поросль деревьев на заднем плане. Похожий на «Цветочный луг» «Садовый пейзаж» был создан несколькими годами ранее и тоже пленяет взгляд зрителя великолепием природы в стиле пуантилизма.
- Фруктовые деревья. 1901
- Груша. 1903
- Золотая яблоня. 1903
- Розы под деревьями. 1905
- Цветочный луг. 1904—1905
- Садовый пейзаж. 1902—1903

### Цветочные пейзажи
В последний год отдыха в Литцльберге Климт создал четыре пейзажа, ставших памятником цветочному великолепию у Аттерзе неподалёку от арендованного дома на пивоварне. Наряду с дикими луговыми цветами вершиной климтовского почитания красоты природы выступил подсолнух. Предполагается, что вид на цветущие маки Климт для «Макового поля» нашёл с балкона пивного трактира, а цветы для пейзажей «Крестьянский сад» и «Крестьянский сад с подсолнухами» художник обнаружил в соседнем подворье Антона Майра. Все пейзажи были дописаны в его столичной мастерской к Венской художественной выставке в июне 1908 года. «Маковое поле» повторяет написанный несколькими годами ранее «Цветочный луг» и «Садовый пейзаж». На всех трёх картинах линия горизонта Климт высоко поднял линию горизонта, чтобы посвятить себя пуантилистскому изображению покрытых цветами лужаек. Небо везде изображено облачным. Направляемый художником далеко в глубину макового поля взгляд зрителя блуждает по траве и цветам к структурирующим пространство одиночным деревьям. Непрерывность пространства на считающемся образцом климтовского пуантилизма «Маковом поле» обеспечивается уменьшающимся размером маков и маргариток и перепад в величине фруктовых деревьев на переднем плане, написанными в той же структуре, что и цветы, но выделяющихся зелёно-фиолетовой листвой и оранжево-жёлтыми плодами. Антропоморфный «Подсолнух» по общему мнению климтоведов является портретом Эмилии Флёге в её модном реформенном платье и самым значимым образцом сближения двух жанров в творчестве художника. На пейзаже «Крестьянский сад», лишённом линии горизонта, Климт собрал с помощью своего «видоискателя» собрал самые разные виды цветов контрастных цветов, как это было принято в модных на рубеже веков «коттеджных садах».
- Маковое поле. 1907
- Крестьянский сад. 1907
- Подсолнух. 1907
- Крестьянский сад с подсолнухами. 1907—1908

### Замок Каммер. Шёрфлинг
В 1908—1912 годах Густав Климт и семья Флёге проводили летний отдых в Каммерле-на-Аттерзе на арендованной вилле «Олеандр» на северном берегу Аттерзе. По одной из версий, они переместились в этот отдалённый летний дом потому, что поток отдыхающих в Литцльберг с его прекрасными ландшафтами значительно вырос к неудовольствию художника. Климт нуждался в тишине и уединённости, поэтому менее популярный Каммерль ему подходил больше, хотя в Литцльберге, судя по почтовой открытке 1910 года, адресованной зятю Юлиусу Цимплю, ему было лучше. Вилла находилась неподалёку от замка на воде Каммер и принадлежала его владелице графине Кефенхюллер. «Олеандр» обставили мебелью из замка, к услугам жильцов на вилле имелись домоправитель, сад, лодочная пристань и лодка на вёслах. Совершенно иная топография Каммерля по сравнению с Литцльбергом представляла для художника определённую проблему. Достаточно плоский, лишь слегка покрытый кустарником мыс в Литцльберге, где находилась пивоварня и поместье Антона Майра, в окрестностях которого было написано около трёх десятков пейзажей, сменился в Каммерле узкой береговой полосой. Климт продолжал писать природу так, как он её видел, и каммерльские работы, как и литцльбергские, обнаруживают присущее им природное своеобразие и очень различаются композиционно. Напротив пристани «Олеандра» в Каммерле находился массивный кубический фасад замка Каммер, который Густав Климт запечатлел на четырёх одноимённых пейзажах, отразивших его новое увлечение архитектурными сюжетами в пейзажной живописи после колоритных цветочных и садовых пейзажей и одновременно ознаменовавших переход к зрелому периоду творчества художника. Помимо четырёх пейзажей замка в те же годы Климт написал две работы с видами прилегающего к замку парка.
- Замок Каммер на Аттерзе I. 1908
- Замок Каммер на Аттерзе II. 1909
- Замок Каммер на Аттерзе III. 1910
- Замок Каммер на Аттерзе IV. 1910
- Парк замка Каммер. 1909
- Парк. 1909

### Озеро Гарда. Бад-Гастайн
Лето 1913 года, с середины июля до конца сентября, Климт провёл на итальянском озере Гарда, где написал три пейзажа. Климт прибег к необычным для себя, близким структурированным конструкциям Поля Сезанна или ранним кубистским работам Пабло Пикассо или Жоржа Брака композициям, на которые его вдохновили резко взмывающий рельеф местности с деревенскими домами друг над другом. На отдых в Италию его предположительно пригласил Эмиль Цукеркандль. Климт в компании семьи Флёге останавливался в пансионе Моранди в Тремозине. Оттуда, с западного берега озера, открывался вид на Мальчезине и его пригород Кассоне на противоположном берегу, Климт выбирал ландшафт и архитектуру с помощью подзорной трубы. Два архитектурных пейзажа «Мальчезине на озере Гарда» и «Церковь в Кассоне» подтверждают увлечение художника плоскостной живописью, уже опробованной на каммерских пейзажах, а на «Итальянском садовом пейзаже» он запечатлел восхитившую его интенсивностью и красочностью цветущую южную природу. Эгон Шиле признавался, что считал картины с озера Гарда самыми значительными пейзажами Климта. С 1912 года Климт ездил с Эмилией Флёге на лечение летом в Бад-Гастайн. Необыкновенная топография курортного городка и его модный флёр вдохновили художника в 1917 году на написание пейзажа с изображением отелей на северо-восточном горном склоне, который называли в народе «итальянским кварталом». В композиции «Гастайна» Климт вернулся к композиционному построению итальянских архитектурных пейзажей, написанных несколько лет назад.
- Итальянский садовый пейзаж. 1913
- Церковь в Кассоне. 1913
- Мальчезине на озере Гарда. 1913
- Гастайн. 1917

### Последние годы. Вайсенбах-на-Аттерзе
В 1914—1916 годах Климт и семейство Флёге проводили лето на южном берегу Аттерзе в местечке Вайсенбах. Эмилия Флёге с матерью, сестрой Хеленой и племянницей Хеленой проживали непосредственно на озере, в доме Доннера, Климт, всё больше нуждавшийся в покое и уединении, арендовал себе в километре от озера домик лесника на краю Вайсенбаха, который он увековечил в двух пейзажах — «Сельский дом на Аттерзе» и «Домик лесника в Вайсенбахе II». В этих насыщенных колоритом работах, а также пейзаже «Пейзаж с деревьями в долине Вайсенбаха на Аттерзе» он продолжил тему гармоничного слияния крестьянской архитектуры и природы Зальцкаммергута. Если «Сельский дом на Аттерзе» — целиком райская идиллия с увитым девичьим виноградом домом и цветочным лугом, где нет места техническому прогрессу, то в «Домике лесника II» художник раскрывает идеальный пейзаж в деталях, выбрав для этого часть заросшего фасада с разноцветными окнами, открытыми и закрытыми, украшенными простенькими занавесками и горшками герани.
- Сельский дом на Аттерзе. 1914
- Домик лесника в Вайсенбахе II. 1914

### Литцльберг и Унтерах
Помимо нескольких садовых пейзажей в эти три лета на Аттерзе Климт написал три пейзажа Унтерах-ам-Аттерзе на противоположном юго-западном берегу и два пейзажа Литцльберга на северном берегу озера, с дальней перспективы. Для поздних пейзажей Климта характерна тесная связь архитектуры и природы, некоторые из них остались незаконченными, что свидетельствует о том, что летом художник только намечал композиции своих пейзажей, а доделывал их уже зимой. «Унтерах» и «Литцльберг», первое место отдыха художника на Аттерзе, изображены с дальней перспективы под высокими окружающими их холмами на заднем плане. Городки выглядят узкой полоской между подвижной поверхностью воды, в которой отражаются их дома, и нависающими холмами. Пейзажи Унтераха выдержаны в известной ещё с итальянских пейзажей плоскостной композицией из прямоугольников и развил экспрессионистскую цветовую гамму, что позволило каждому строению обрести свой индивидуальный характер. «Литцльбергский подвал» — здание на берегу озера, популярная цель для прогулок отдыхающих с трактиром. В Литцльбергкеллере Климт бывал неоднократно. Предположительно, для написания этих пейзажей Литцльберга Климт пользовался подзорной трубой или театральным биноклем, а также достижениями фотографии.
- Дома в Унтерахе на Аттерзе. 1916
- Церковь в Унтерахе на Аттерзе. 1916
- Унтерах на Аттерзе. 1916
- Литцльберг на Аттерзе. 1914—1915
- Литцльбергкеллер. 1915—1916

### Поздние садовые пейзажи
Одной из последних картин, написанных Климтом на Аттерзе, стал незаконченный пейзаж из его «яблоневой» серии «Яблоня II», в тёмных тонах и чёрной контурной обводке яблок климтоведы видят отражение мрачного душевного настроя художника во время войны. Тем не менее, написанный в тот же год пейзаж «Садовая дорожка с цыплятами», которая сквозь цветочные кусты ведёт к беседке или садовому домику, специалисты Фонда Климта, несмотря на чёрные контуры, считают юмористическим. Незаконченный пейзаж «Садовый пейзаж с холмом» обнаруживает значительные отличия от последних пейзажных работ Климта: его пространство находится в формальном процессе растворения в цветочном море. В некрологе по случаю смерти Густава Климта, опубликованном 21 февраля 1918 года, Петер Альтенберг писал: «Густав Климт, идеалам природы ты приблизился почти что бессознательно, и даже твои незамысловатые истинно дворянские крестьянские сады с подсолнухами и бурьяном ощутили дуновение поэзии творца! Так ты постепенно отстранился от людей, которые ничего в этом не понимали! Густав Климт, ты был Человеком!!!»
- Яблоня II. 1916
- Садовая дорожка с цыплятами. 1916
- Садовый пейзаж с холмом. 1916